# Antônio Bresolin
Antônio Bresolin (Cruz Alta, 23 de setembro de 1913 – 22 de abril de 1993) foi um político brasileiro.
Filho de Marcos Bresolin e de Rose Bresolin. Casou com Nice Bos Bresolin.
Em outubro de 1958 foi eleito deputado estadual do Rio Grande do Sul pelo Partido Trabalhista Brasileiro (PTB). Nas eleições estaduais no Rio Grande do Sul em 1962 foi eleito deputado federal. Com a extinção dos partidos políticos pelo Ato Institucional nº 2 e a posterior instauração do bipartidarismo, filiou-se ao Movimento Democrático Brasileiro (MDB). Nas eleições estaduais no Rio Grande do Sul em 1966 foi reeleito deputado federal nas eleições estaduais no Rio Grande do Sul em 1970, eleições estaduais no Rio Grande do Sul em 1974. Nas eleições estaduais no Rio Grande do Sul em 1978 foi suplente.